# 蒙桑 (巴西)
蒙桑是巴西马拉尼昂州的一个市镇。总面积1345.041平方公里，总人口27283人，人口密度20.3人/平方公里。